# Colombophilie aux Jeux olympiques de 1900
La colombophilie est au programme des Jeux olympiques de 1900, organisés dans le cadre de l'Exposition universelle de Paris. Bien qu'aucune distinction entre les différents sports ne soit faite sur le moment, la colombophilie n'est ensuite pas considéré comme une discipline officielle par le Comité international olympique,.

## Organisation
Les épreuves de colombophilie sont organisées au parc d'aérostation de Vincennes par la Fédération colombophile de la Seine. Elles sont ajoutées au dernier moment aux épreuves de la section « Aérostation » des concours sportifs de l'Exposition universelle de 1900. Les concours de colombophilie doivent se dérouler tôt le matin pour que les pigeons aient le temps de rentrer avant la nuit mais c'est l'après-midi que le public est nombreux. Deux types d'épreuves sont donc organisés : des lâchers-concours matinaux auxquels participent des sociétés venant de toute la France et des lâchers-spectacles organisés l'après-midi pour satisfaire le public de l'Exposition universelle. Les lâchers-spectacles sont des « lâchers-monstres » : plusieurs milliers de pigeons sont lâchés en même temps. Comme ils doivent pouvoir rentrer rapidement à leur colombier, ils sont fournis par les sociétés de Paris, du département de la Seine et de Versailles. Les budgets alloués sont de 7 300 francs pour les lâchers-concours et 2 700 francs pour les lâchers-spectacles, dont la plus grande partie est distribuée aux sociétés participantes en espèces ou en médailles selon le nombre de pigeons qu'elles ont lâchés.
Un pigeonnier modèle peuplé de 50 pigeons est aussi installé avec le soutien du Ministère de la Guerre. Chaque jour, un gardien en emmène à Paris d'où ils sont lâchés chargés de dépêches photographiques. Quand ils arrivent à Vincennes, les photographies sont reproduites et présentées au public.

## Déroulement
Les lâchers-spectacles sont prévus les 24 juin, 29 juillet et 23 septembre et, le 15 septembre, un lâcher supplémentaire est ajouté pour le lendemain. Au total, 11 787 pigeons sont lâchés lors de ces démonstrations.
Les six lâchers-concours ont lieu les 24 juin, 8 juillet, 29 juillet, 26 août, 9 septembre et 16 septembre. Au total, les 48 sociétés et fédérations participantes lâchent 7 721 pigeons.